# めっけMON!
『めっけMON!』（めっけもん）とは、2001年4月10日から9月18日まで、TBS系列で放送されたクイズ番組である。放送時間は、毎週火曜19:00 - 19:54（JST）。

## 概要
毎回、日本中から取り寄せてでも食べたい料理や、欲しい逸品を紹介。それをクイズ形式で獲得するという番組だった。

## 出演者
司会
- 徳光和夫
- 岡江久美子
  - 2人は後番組『特ネタ!ニッポン宝島』にも出演。

レギュラー
- 西岡徳馬
- Take2（深沢邦之・東貴博）
- 森公美子
- 加藤明日美

## ルール
- 5人の解答者による個人戦。
- 1問につき1つのテーマでくくり、その中から1つを実際にスタジオで紹介。紹介されたそのものを賭けて、それにちなんだ物（商品そのものや材料など）の値段を当てる。金額の入力は99万9999円まで可能。
- 解答前に「マル徳ゾーン」と称した、正解とみなされる誤差の範囲を5%～30%内で発表。また岡江からもヒントが出され、それらを参考に考える。
- 各自が解答し理由を説明した後に、後ろに座っている観客は正解だと思う金額を予想した人にスイッチで賭ける。
- 正解を発表して、解答がマル徳ゾーンの誤差内に入っていた人は正解（正解が1万円、マル徳ゾーン30%であれば7000円～1万3000円が正解となる）。正解者と正解者に賭けていた観客が逸品を獲得できる。

## 備考
- 司会の徳光和夫は『ウェディングベル』以来、約4年ぶりにTBS系火曜19時台番組の司会を担当した。
- 徳光が入院した際はTake2の東貴博が岡江久美子と司会を担当した。

| TBS系 火曜19時枠 | TBS系 火曜19時枠 | TBS系 火曜19時枠    |
| 前番組           | 番組名           | 次番組              |
| ---------------- | ---------------- | ------------------- |
| おウチに帰ろう!  | めっけMON!       | 特ネタ!ニッポン宝島 |